# Зарубинці (урочище)
Зарубинці — колишнє село, яке було розташоване у Переяслав-Хмельницькому районі Київської області. Село затоплено Канівським водосховищем, а мешканці села були переселені в інші населені пункти. 
Тут вперше у 1899 р. українським археологом Вікентієм Хвойкою було відкрито археологічну культуру, яка стала відома за назвою села як Зарубинецька культура. 
Незатоплена частка села — урочище Зару́бинці на території Канівського району Черкаської області. Розташоване за 2,6 км на північний схід від села Луковиця.
Урочище представлене степовою ділянкою, обмеженою із заходу лісами (на північному заході урочищем Дігтярка), а із сходу стрімко обривається до Канівського водосховища.
За часів Київської Русі неподалік урочища стояло літописне місто Заруб, біля якого знаходився Зарубський (Трахтемирівський) монастир. В XV–XVII століттях він був шпиталем-притулком для козаків. До утворення водосховища на цьому місці існувало село Зарубинці. Під час Коліївщини через село проходив повстанський отаман Микита Швачка. Тут вперше у 1899 році українським археологом Вікентієм Хвойкою було відкрито археологічну культуру, яка стала відома як Зарубинецька культура. На території, яка не була затопленою, зберігся цвинтар, тут встановлено пам'ятний хрест, на якому написано:
|  | Зарубинці — село, Зарубенська долина В минуле відійшли, розтанули в імлі. Могила братська, пращурів могили Усе було на цій малій землі. І горе у війну, як двічі висиляли Четверте горе з Канева прийшло Все зруйнували і села не стало, Немов його ніколи й не було. Тож хрест оцей на згадку про минуле, Розбиту школу, знищені сади, Щоб наша пам'ять не заснула, Щоб ми верталися сюди. Уклін Вам, пращурів могили — ! Рідні Зарубенці — простіть! Забути все немає сили До вас завжди будем летіть. |